# Etnolingüística
La etnolingüística es una disciplina científica dedicada al análisis de los vínculos entre la lengua y la cultura. Puede verse como una rama de la antropología lingüística o de la lingüística antropológica. El surgimiento de las jergas, el establecimiento de términos tabú, el desarrollo de los proverbios y los préstamos lingüísticos son algunos de los objetos de estudio de la etnolingüística.
La voz de origen griego, etno (ethnos) significa "nación, pueblo, raza". La palabra lengua viene del latín lingua, que designa el órgano con el que comemos y hablamos y es la raíz del termino lengua, lenguaje y lingüística.

## Introducción
El uso pragmáticamente adecuado de toda lengua natural comporta no sólo un conocimiento gramatical intuitivo y en gran parte inconsciente sino una cantidad apreciable de conocimientos extralingüísticos. La etnolingüística trabaja principalmente con el léxico y las categorías semánticas y forma de estructurar el conocimiento del mundo en la lengua. Debe tenerse en cuenta que las formas de gobierno, las instituciones sociales, las costumbres y la estructura social van cambiando en las sociedades y eso se refleja en el léxico. Los principales temas y preocupaciones de la etnolingüística son:
1. Estudio de palabras tabú y de las jergas.
2. Lenguas sagradas y de grupos cerrados minoritarios.
3. Lenguaje mítico.
4. Proverbios como manifestación de la cultura popular.
5. Estudio de elementos interlingüísticos como préstamos según su influencia cultural. Los movimientos migratorios e invasores de las relaciones mercantiles han traído esta influencia.
6. Estudio y comparación de las lenguas. Es un trabajo de campo en el que, mediante el estudio del lenguaje oral, se intenta establecer el origen de las lenguas. Sigue el método de la antropología, pues para conocer los elementos lingüísticos de las lenguas hemos de conocer primero los extralingüísticos. Es una de las principales aportaciones a la lingüística, sociolingüística y psicolingüística.
7. Si dos lenguas tienen elementos parecidos se decía que tenían el mismo tronco. Aunque también puede ser porque tienen contacto geográfico y cultural.
8. La etnolingüística estudia la relación lengua – cultura. Se puede deducir que las lenguas son elementos culturales, siendo ésta uno de los subsistemas de las lenguas porque nos ayuda a conocerlas mejor.
9. Se estudia la relación entre el saber de un pueblo y la cultura a la que pertenece.

## Relativismo lingüístico y cultural
Las lenguas, al nombrar los objetos del mundo (ideal o material) que las rodea -y al cual otorgan significado-, los agrupan en categorías, en relaciones de semejanza y familiaridad, en jerarquías de abstracción y herencia de propiedades, en modelos obtenidos mediante deducción e inducción. Es decir, las lenguas imponen -o "superponen"- un orden al universo conocido. Los sistemas clasificatorios difieren en gran medida unos de otros debido, justamente, a las razones que la etnolingüística se propone explorar, y el hecho de que uno o varios términos no sean reconocidos por una lengua en particular, o tengan una menor "extensión semántica", no significa que esta lengua sea inferior a otra que sí lo haga.
Las lenguas en general sirven para expresar cualquier experiencia de orden intelectual, sea cual fuere la clasificación de la realidad que la subyace. Cuando se produce algún vacío en la terminología, ésta puede adaptarse y amplificarse mediante el uso de préstamos, calcos semánticos, neologismos, adaptaciones semánticas o de circunloquios. Que el investigador no juzgara otros sistemas de clasificación como "primitivos" era una de las principales tareas dentro de las investigaciones del lingüista y antropólogo cultural de origen alemán  Franz Boas (1858-1942), quien argumentaba que todas las lenguas eran igualmente capaces de expresar el pensamiento y que la diferencia entre éstas no significaba que algunas lenguas fueran más evolucionadas que otras o mejores para expresar los pensamientos sino que sencillamente reflejaban diferencias debidas a distintos intereses culturales.
En los inicios de la etnolingüística, la diferencia en la categorización del mundo que hacían las diferentes lenguas se atribuía a las diferencias culturales de los grupos étnicos y se argumentaba que cada sistema cultural construía su bagaje de acuerdo a su propia experiencia y necesidad, de modo que las clasificaciones eran organizaciones únicas e irrepetibles. Este supuesto dio origen al concepto de la relatividad lingüística, en donde la relatividad se refería originalmente a la forma en que se interpretara el mundo a través de los conceptos y su organización y agrupación en categorías mayores y no al proceso de pensamiento. Sin embargo, la posterior lectura e interpretación de los principales exponentes de la Relatividad Lingüística ha tomado la forma de un determinismo psicológico y no de un relativismo cultural. Esta no ha sido entendida como un esfuerzo por demostrar que cada grupo humano se apropia y conceptualiza de forma distinta al mundo y que esto se refleja en las formas lingüísticas que al constituirse como prácticas lingüísticas y ser parte de la cultura se reproducen y crean visiones del mundo que influyen en la forma en que sus hablantes lo perciben. El principio de la relatividad, interpretado de otra forma, se ha conducido bajo el axioma de que el lenguaje moldea al pensamiento, lo que ha llevado en su extremo a estudios psicológicos en donde los experimentos aplicados a los hablantes los aíslan de su medio cultural. Esta, claro está, es una postura que se aleja de las concepciones originales:

Para Sapir, una lengua era un canal restringido a través del cual sus hablantes construyen la experiencia, […], no un reflejo de alguna realidad independiente preestablecida, ni física, ni mental.

El lenguaje y la cultura no sólo son canales que restringen, también nos liberan ya que sin lugar a dudas nos proveen de una guía y una serie de reglas a través de las cuales interpretamos la realidad. Para Whorf, aprender una lengua era saber cómo clasificar y organizar el mundo en nuestra mente, en donde cualquier clasificación es posible y ninguna es mejor que otra.
Boas retoma algunas de las ideas de Kant y de pensadores como Herder, Goethe, Schiller y Wilhelm Von Humbolt en las que se discutía la existencia de categorías mentales que eran impuestas por la experiencia sensible y la forma en la que el lenguaje, como marco cognitivo, imponía su organización al mundo experimentado. Boas desarrolló estas ideas, que han sido adscritas a la escuela mentalista de la lingüística estructural estadounidense, a partir de su experiencia con los esquimales y kwakiutl y a sus investigaciones sobre las lenguas indígenas de América, concluyendo que para entender realmente otra cultura es necesario estudiar su lengua. Usando la antropología y la lingüística durante el trabajo de campo, grababa las descripciones de distintos aspectos culturales de los grupos que estudiaba.

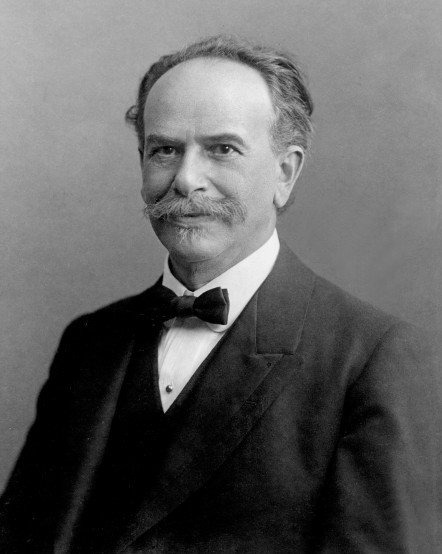
El comportamiento de un individuo está determinado no por su afiliación racial, sino por el carácter de su ascendencia y su entorno cultural. Franz Boas

Boas «quedó fascinado de las muy distintas formas que tenían las lenguas de clasificar el mundo y la experiencia humana».  Al encontrarse con lenguas que presentaban estructuras tan distintas propone que la descripción de las gramáticas de estas lenguas se hiciera en sus propios términos y no imponiendo las categorías desarrolladas para el estudio de las lenguas indoeuropeas. En el  Handbook of American Indian Languages ('Manual de lenguajes amerindios', 1911), al igual que Saussure, «señala que la insuficiencia de la gramática tradicional se centra en no poder distinguir entre el valor lingüístico, el contenido y el significado. Al confundir estos tres conceptos, se ignoran las diferencias de contenido que provienen del valor lingüístico —resultado de las relaciones estructurales del sistema». Boas apuntaba que, a través del lenguaje, organizábamos nuestra experiencia en el mundo sensible, de este modo una de sus funciones principales era la clasificatoria. Esta clasificación es arbitraria puesto que cada lengua construye un vocabulario que divide al mundo y establece categorías de experiencia, que es expresada por un número limitado de elementos lingüísticos y las categorías gramaticales varían en mayor o menor medida en cada lengua. El que algunas lenguas, a diferencia de otras, representen morfológicamente determinadas categorías, no es reflejo de diferencias cognitivas entre sus hablantes pues todas las lenguas son igualmente capaces de expresar el pensamiento a pesar de sus diferencias formales. Boas argumentaba que la formación inconsciente de categorías, lingüísticas o etnográficas, es un hecho fundamental sobre la vida humana, pero que la investigación de las categorías lingüísticas es de la mayor importancia puesto que siempre permanecen inconscientes y pueden ser estudiadas por lo que revelan sobre las construcciones simbólicas de la cultura. También durante este período formativo, el debate se centró en los métodos etnográficos. Debido a la influencia de Bronislaw Malinowski, a las numerosas contradicciones encontradas en trabajos etnográficos previos y a las generalizaciones sobre evidencias fragmentarias, se buscó dar validez e imprimir rigor a la etnografía. Además de compartir el rechazo a esquemas evolucionistas, los discípulos de Boas, entre los que destacan figuras como las Alfred Kroeber, Robert Lowie, Edward Sapir, Melville Herskovits, Margaret Mead, Ruth Benedict, pensaban que «la misión de Boas había sido expulsar de la antropología a los aficionados y a los especialistas de gabinete, haciendo de la investigación etnográfica de campo la experiencia central y el atributo mínimo del status profesional».

## Etnolingüística moderna
A mediados de siglo se produjo en la antropología cultural un movimiento consagrado a hacer más rigurosos los criterios de descripción y de análisis etnográfico, movimiento que tuvo como fuente de inspiración las técnicas de la lingüística. Conocido también con los nombres de etnolingüística, etnociencia y etnosemántica, su gran atractivo reside en la promesa de dar a los estudios etnográficos la precisión, fuerza operativa y valor paradigmático que los lingüistas imprimen a sus descripciones fonológicas y gramaticales.  La etnolingüística (y sus sinónimos: etnociencia, etnosemántica o etnosemántica etnográfica) es el estudio de cómo diferentes culturas organizan y categorizan distintos dominios del conocimiento. Sus investigaciones se han centrado en la clasificación del mundo natural y los sistemas de conocimiento botánico o zoológico, extendiéndose luego a los términos de parentesco, las técnicas de subsistencia y la  organización  social.  Este acercamiento toma  el prefijo  etno-  para indicar su estudio dentro de una perspectiva transcultural o antropológica y su análisis desde el punto de vista de las clasificaciones populares o indígenas.  Esta tradición se ha centrado en la descripción de los sistemas de clasificación taxonómica popular y en el análisis de los rasgos atomísticos de significado, produciendo a menudo análisis componenciales de los léxicos o las taxonomías populares que se proyectaban sobre dominios semánticos importantes.
A través del análisis semántico, se busca conocer la forma en la que los miembros de determinada cultura entienden y clasifican el mundo real e imaginario de acuerdo a sus propias categorías y no las del investigador. Los datos, que son ítems léxicos y su significado, se recogen a través de entrevistas y por elicitación. El análisis de los datos es cualitativo y supone la identificación de “dominios” de conocimiento cultural, la identificación de cómo los términos se organizan en cada dominio, el estudio de los atributos de los términos en cada dominio y el descubrimiento de las relaciones entre los dominios culturales. El amplio interés en abarcar todas las áreas del conocimiento y significado folk fue encabezado por Ward Goodenough, Charles Frake y Harold Conklin.  Goodenough introdujo al estudio de los sistemas culturales el análisis componencial que aplicó en trabajos como Property, Kin, and Community on Truk (1951); Componetial Analysis and the Study of Meaning (1956) y Componential Analysis of Konkama Lapp Kinship Terminologies (1964). De igual forma Frake en The Ethnographic Study of Cognitive Systems (1969)  y Conklin en  Lexicographical Treatment of Folk Taxonomies (1962) y Ethnogenealogical Method (1969) se centran en el estudio de la terminología del parentesco. Conklin se interesó además en otros dominios como el de los colores y las plantas en Hanunóo Color Categories (1955) en The Relation of Hanunóo Culture to the Plant World (1954), Betel Chewing among the Hanunóo (1958) y Frake en las enfermedades en The Diagnosis of Disease among the Subanum of Mindanao (1961) y la religión en A Structural Description of Subanum “Religious Behavior (1969).
Aunque la metodología ayudó a evitar la imposición de las categorías lingüísticas y culturales del etnógrafo, la etnociencia estuvo sujeta a numerosas críticas. Al principio se hacía notar la limitada naturaleza y número de dominios semánticos estudiados. Se cuestionó la relevancia que el color, los términos de parentesco y las clasificaciones de plantas tenían para entender la condición humana y se dijo que los antropólogos cognitivos a menudo estaban más preocupados por la técnica de elicitación que por los datos obtenidos. Algunas críticas señalaban que el acercamiento etnocientífico a la cultura implicaba una visión del relativismo cultural extrema, ya que al enfatizar la individualidad de cada cultura rechazaba la existencia de elementos universales comunes que permitieran hacer comparaciones transculturales. Otros investigadores notaron deficiencias para explicar la variación intercultural que se traduce como la dificultad que surge para definir la relación entre la cognición individual y la cultura concebida como un sistema de significados compartidos. Un modelo cognitivo de la psicología no puede ser aplicado a la cultura como un todo, ya que el conocimiento, las ideas y los valores variarán en los distintos miembros de la sociedad. Por otra parte la posición iluminista racional de corte relativista de la etnociencia se modificó por un enfoque universalista. Ejemplo de esto son los trabajos de Brent Berlin y Paul Kay, Basic Color Terms (1969); Berlin, Breedlove y Raven, General principles of classification and nomenclature in folk biology (1973) y Berlin, Ethnobiological Classification (1992). El impacto del trabajo sobre el color de Berlin y Kay terminó con las dos décadas del relativismo lingüístico dentro de la antropología y la lingüística y condujo a la introducción de distintas y nuevas técnicas de análisis para entender la categorización semántica.

## Campos de estudio en la etnolingüística

### Etnobotánica
La etnociencia o etnosemántica se ubica dentro del primer y segundo período de la Escuela Estructural Americana mejor conocida como Antropología Cognitiva y se define como el estudio de los sistemas de clasificación y taxonomías empleadas por distintas sociedades. Cuando la etnolingüística estudia la forma en la que un grupo humano clasifica los recursos botánicos dentro de su medio ambiente y la importancia de estas clasificaciones recibe el nombre de etnobotánica. La etnobotánica analiza las categorías denotadas por el léxico en la lengua del grupo estudiado dentro de dominios semánticos específicos. Para dar cuenta de la organización cognitiva de estos dominios se recurre al análisis lingüístico que aplica dos operaciones:
1. Análisis componencial: relaciones de contraste
2. Taxonomía: relaciones jerárquicas de inclusión y de contraste

En el análisis componencial, los términos se analizan en rasgos distintivos que representan los significados de los términos a través de una serie de oposiciones semánticas. Las taxonomías son generadas por relaciones lógicas de contraste en el mismo nivel pero de inclusión en el siguiente nivel jerárquico  y se representan en forma de árbol [véase: Conklin (1969), Taxonomía Hanunóo de plantas de pimiento].
El antropólogo Brent Berlin postula que los sistemas de clasificación etnobiológicos se organizan en taxonomías con cinco niveles [cf. cuadro 2]. El primer nivel o taxon en una taxonomía recibe el nombre de “reino” (unique beginner) y generalmente no es nombrado debido a que siendo el taxon más inclusivo en la taxonomía es difícil que encuentre una expresión a nivel lingüístico que cubra todo su significado [vg. plantas]. El segundo nivel en la taxonomía recibe el nombre de “forma de vida” (life-form) y se refiere al biotipo o forma biológica [vg. árbol]. En este segundo nivel se encuentran pocas categorías que son siempre lexemas primarios. El tercer nivel taxonómico o “género” (generic) es el más usado por los hablantes y mejor recordado y nombrado por los informantes en las elicitaciones lingüísticas [vg. pino]. Mientras que la relación entre la categoría de género y la de forma de vida es de inclusión o “tipo de”, la relación entre los elementos o taxa de la categoría de género es de contraste. Es posible que la categoría de género siga inmediatamente a la de reino sin ser parte de la categoría de forma de vida. Generalmente, el elemento o taxa de género es “monotípico” (monotypic), es decir, son unidades en la taxonomía que no gobiernan a otros elementos o taxa, pero también puede ser “politípico” (polytypic) e incluir elementos o taxa de “especie” (specific) [vg. pino negro]. Así mismo, este nivel o taxon de “especie” puede gobernar a elementos o taxa de “variedad” (varietal) [vg. pino melis].
UB = “reino” (unique beginner)
l-f = “forma de vida” (life-form)
g = “género” (generic) 
s = “especie” (specific)
v = “variedad” (varietal)
Berlin y colaboradores argumentan que los principios subyacentes que organizan las clasificaciones etnobiológicas son universales y que la categoría de género es el nivel fundamental de la clasificación, sin embargo, la evidencia empírica demuestra que las categorías o niveles no están fijadas por predisposiciones innatas, sino que dependen de intereses humanos, de la forma en la que los miembros de determinada cultura interactúan con las entidades en el dominio semántico, es decir, las clasificaciones etnobiológicas reflejan intereses humanos. Al tomar en cuenta la idea de que la las preocupaciones funcionales del hombre se anteponen a los rasgos biológicos, Hunn y Randall señalan que algunos taxa genéricos se subdividen: por ejemplo, las palabras para un taxon de forma de vida son polisémicas y que esto refleja la importancia que tienen dentro de su cultura, mientras que otras entidades, a las que llaman “residuales”, no lo hacen.  Como una crítica al proceder de antropólogos, lingüistas o etnobotánicos que aunque estudien un universo cultural distinto terminan encajonando la información en sus propios esquemas y estructuras, Ornela afirma lo siguiente: La escuela norteamericana limita su interés y su enfoque al estudio de las clasificaciones botánicas ‘en sí’ y no da el paso hacia una concepción más amplia del contexto cultural y simbólico del cual proceden. No analizar la motivación que rige en la construcción taxonómica empobrece y limita notablemente el entendimiento global de las lógicas de los sistemas de conocimiento tradicionales.